# Chiridopsis nigropunctata
Chiridopsis nigropunctata is een keversoort uit de familie bladkevers (Chrysomelidae). De wetenschappelijke naam van de soort werd in 1999 gepubliceerd door Borowiec & Ghate.